# Кусі Уаркай

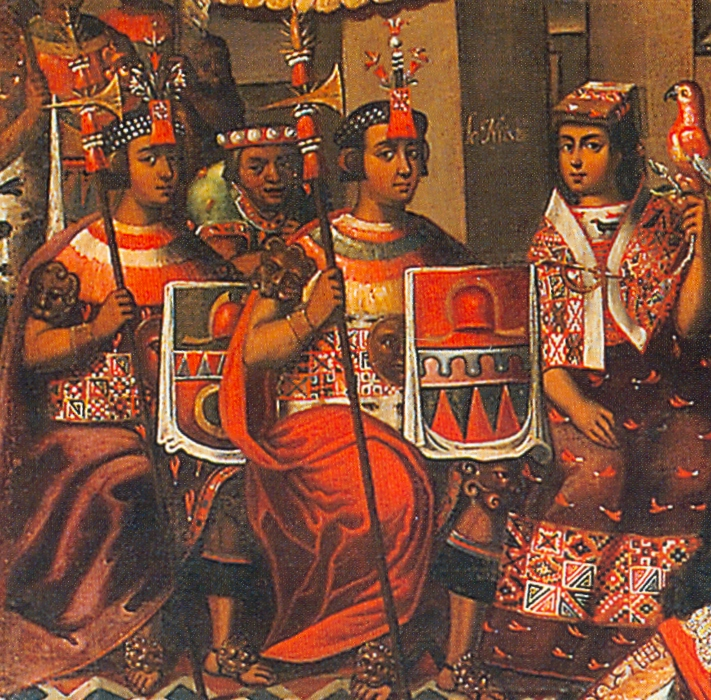
Кусі Уаркай

Кусі Уаркай (1531—1586) — принцеса та імператриця імперії інків у шлюбі зі своїм братом, Сапа Інка Сайрі Тупаком (правління 1545—1561). Її народили Манко Юпанкі та Кура Окльо. Вона була матір'ю Беатріс Клари Койя (1556—1600).

## Від сестри і дружини до вдови

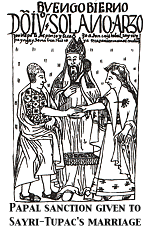
Шлюб Кусі Уаркай і Сайрі Тупака Інки, за Гуаманом Пома де Аялою.

Перші новини про Кусі Уаркай представляють її як сестру і дружину інки Сайрі Тупака, якого вона супроводжувала під час його від'їзду з Вількабамби до контрольованого Іспанією Куско у 1556 році. Інка Ґарсіласо де ла Веґа описував її як надзвичайно вродливу. Як і її брат, вона прийняла католицизм, а її хрещеним батьком став Алонсо де Іньохос. Отримавши дозвіл від Папи Римського, вона вийшла заміж за свого брата вдруге, під час католицької весільної церемонії в соборі Куско, яку провів єпископ Куско Хуан Солано в 1558 році. Подружжя оселилося в Юкаї. Однак, 1561 року Сайрі Тупак захворів, можливо отруєний за наказом свого місцевого політичного ворога Чілче, і за деякий час помер.
Коли 1561 року вона овдовіла, статки її покійного чоловіка успадкувала їхня донька. Віце-король Дієго Лопес де Суньїга призначив кількох іспанців керувати майном покійного Інки від спадкоємиці покійного, які отримували великі пенсії за свою працю, але майже нічого не давали вдові. Маленьку Беатріс помістили в новозбудований монастир Санта-Клара. Проте, Сайрі Тупак залишив своїй дружині пенсію в розмірі 3000 песо з доходу від посилок своєї дочки, тому Кусі Уаркай довелося організувати судовий позов, щоб отримати цю пенсію. Дослідження показалр, що колишня імператриця інків жила скромно, маючи дворецького та пару слуг. Вона виконувала свою неформальну роль лідерки інків і часто приймала воїнів із Вілкабамби, за що вона «завжди була в боргу».

## Нові випробування
У 1564 році Кусі Уаркай подружилася з однією з найбагатших сусідок Куско, Аріас Мальдонадо. Вона переїхала до резиденції Мальдонадо і незабаром відчула себе достатньо захищеною, щоб забрати свою доньку з монастиря і перевезти її жити до себе. Примусові заручини між сеньйорою та Крістобалем Мальдонадо, родичем Аріас, викликали скандал у місті. В заручини втрутився шубернатор Лопе Гарсія де Кастро, який звинуватив родину Мальдонадо у змові, заарештував їх та вислав їх до Іспанії. Беатріс повернули до монастиря, а Кусі Уаркай залишився лише з маленькими доньками від її нещодавніх заручин, яких, за дослідженням Елли Данбар Темпл, звали Франциска Мальдонадо і Хуана Мальдонадо, які через роки вийшли заміж за Бернардо Фернандеса де Меса і Мігеля Меріно де Лекона.
Після приходу віце-короля Франсіско де Толедо, який хотів практикувати габсбурзьку політику шлюбних союзів для зміцнення влади, Кусі Уаркай була змушена вийти заміж за солдата на ім'я Хуан Фернандес Коронель, від якого народила Мартіна Фернандеса Коронеля Інку та Мельчору Сотомайор Койю.

## Останні роки
Інформація про інків на замовлення віце-короля Толедо відклала шляхетський статус Кусі Уаркай, становище якої ще більше погіршилося після захоплення і страти її брата Тупака Амару I. У 1586 році Кусі Уаркай написала листа віце-королю Фернандо Торресу з проханням дозволити їй повернутися до своєї улюбленої Вількабамби. У цьому листі, підписаному її слугою Франсіско де Моралесом, вона відрекомендувалася мовою, на яку вплинула мова кастильських ідальго, представивши себе як представницю знатного роду і підкресливши володіння, що належали її роду (вона була дочкою Манко Інки і Кура Окльо, а також дружиною Сайрі Тупака, володаря королівств, що перебували під владою королівського дому Інки). Вона намагалася спокусити Торреса, пропонуючи розкрити розташування кількох золотих і срібних копалень у цій провінції - сподіваючись, що Хорхе Фернандес де Меса, її двоюрідний брат-метис, що походив від іспанських конкістадорів, відповідатиме за їхню експлуатацію, захист корінного населення регіону та сплату данини іспанській короні - але Торрес не наважився дозволити їй повернутися, побоюючись посилення влади інкської знаті. Зрештою, після власної смерті Кусі Уаркай була похована поруч із Сайрі Тупаком у церкві Санто-Домінго, на вершині Коріканча, стародавнього храму Бога Сонця.